# حربة (بندقية)

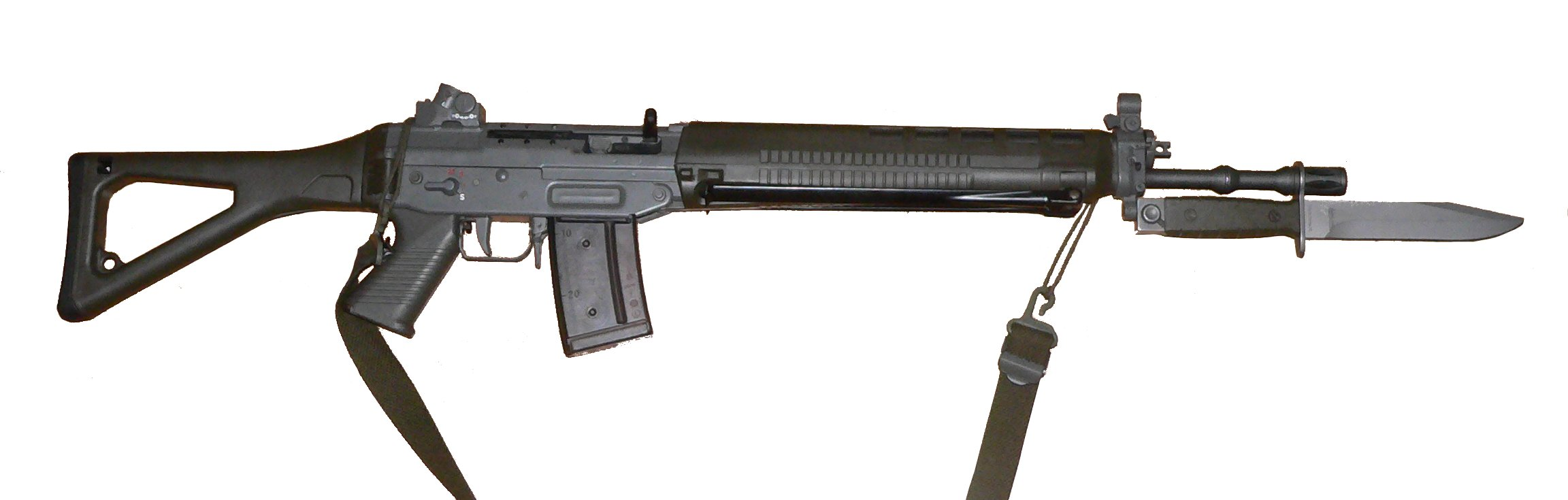
بندقية سيج أس جي 550 السويسرية مجهزة بحربة.

الحَرْبَةُ أو السُّونكي أو سكين البندقية، هو سكينٌ أو خنجرٌ يُثبَّت إمّا في أو حولَ فوهةِ بندقيةٍ، أو أيّ سلاحٍ ناريٍ مماثلٍ، لاستعمالِ السلاح رمحاً. تُستَعملُ عادةً للقتالِ عن قربٍ أو سلاحَ الملاذِ الأخير.
بدأ خنجرًا قصيرًا استُخدِم في فرنسا حوالي عام 1490م، ثم طُوِّر لاحقًا إلى أشكال عديدة تُثَبَّت بفوهة البندقية. والسُّونكي الذي تستخدمه الجيوش في الوقت الحاضر يُثَبَّت بجانب واحدٍ من ماسورة البندقية بمشبك نابض (زنبرك).
يحمل الجندي السُّونكي في غمد يُثَبَّت على حزامه أو على الحقيبة المحمولة على الظهر.

## التسمية
اسم السونكي أصله من اللغة التركية (بالتركية: Süngü)‏.